# Andrew Whitehurst
Andrew Whitehurst é um especialista em efeitos visuais britânico. Venceu o Oscar de melhores efeitos visuais na edição de 2016 por Ex Machina, ao lado de Sara Bennett, Paul Norris e Mark Williams Ardington.